# Kabinett Hellpach
Das Kabinett Hellpach bildete vom 7. November 1924 bis 26. November 1925 die Landesregierung von Baden.
In seiner 1. Sitzung vom 7. November 1924 wählte der Landtag den Staatspräsidenten und dessen Stellvertreter.
| Amt                   | Name                                                   | Partei |
| --------------------- | ------------------------------------------------------ | ------ |
| Staatspräsident       | Willy Hellpach                                         | DDP    |
| Inneres               | Adam Remmele auch Stellvertreter des Staatspräsidenten | SPD    |
| Justiz                | Gustav Trunk                                           | Z      |
| Kultus und Unterricht | Willy Hellpach                                         | DDP    |
| Finanzen              | Heinrich Köhler                                        | Z      |
| Staatsrat             | Ludwig Marum Josef Weißhaupt                           | SPD Z  |